# أندري سوروكين
أندري سوروكين (بالروسية: Андрей Сорокин)‏ هو لاعب كرة قدم روسي في مركز الدفاع، ولد في 28 مارس 1996 في موسكو في روسيا. لعب مع نادي روستوف ونادي سيسكا موسكو.

## وصلات خارجية
- أندري سوروكين على موقع قاعدة بيانات كرة القدم.إي يو (الإنجليزية)
- أندري سوروكين على موقع Soccerway.com (الإنجليزية)